# 小峰公子
 小峰 公子 （こみね こうこ）は、日本のミュージシャン、歌手、作詞家である。福島県郡山市出身。音楽ユニット・KARAKの元メンバーおよびZABADAKのメンバー。
夫はZABADAKの吉良知彦。

## 略歴
福島県の銀行員の家庭で、3人きょうだいのうち兄と妹の間に生まれる。兄は画家の小峰倫明（こみね りんめい、1958年 - ）。幼少期は白河市、いわき市など県内を転々とし、高校時まで郡山市に在住した。
小学校の頃からエレクトーンを習い、福島県立安積女子高等学校時代にバンド活動を始める。東京の女子大学国文科に入学のため上京後、都内のさまざまな大学の音楽サークルに参加。在学中は文学関係の仕事を目指していたが、所属したモデル事務所のすすめでミュージシャンとしてのデビューを目指してオリジナル曲制作を始め、高校時代からともにバンド活動していた保刈久明とKARAKを結成し、ヴォーカルと作詞を担当した。その後モデル事務所を離れてコピーライターのアルバイトをしながら、古賀義弥に師事してボイストレーニングを受けた。
1991年にKARAKがメジャーデビュー。バンド活動のかたわら、1987年よりZABADAKに歌詞を提供し、作詞家としても活動する。ZABADAKにおいては、半数以上の歌詞を手掛け、一部の曲でメインヴォーカルを務めるなど、音楽的にも重要な役割を果たし、2011年3月に正式メンバーとして加入した。また私生活では吉良知彦と結婚し1児をもうけた。なお、KARAKは、1998年4月22日をもって事実上の活動休止となった。
その他、NHK教育テレビの幼児番組『いないいないばあっ!』、『おかあさんといっしょ』、舞台作品では演劇集団キャラメルボックス、劇団ひまわり、La Compagnie Anにも歌詞の提供やヴォーカルで参加した。
原マスミ、斎藤ネコカルテット、白崎映美、杉林恭雄などのライヴサポートや、昭和歌謡バンド「リンキー＆オーヘン」、アコーディオンユニット「Boeves」、キドキラコーコのメンバーとしても活動している。
また故郷の郡山市が東日本大震災で被災し、福島第一原子力発電所事故による放射性物質拡散の影響を受けた地域であることから、同地域に関するデマ・風評被害を憂慮し、物理学者の菊池誠と放射線の基礎的知識を解説する書籍を共著で出版した。

## 音楽

### ディスコグラフィ
- palette (2000年12月20日 BIOSPHERE RECORDS)
  - 斎藤ネコ・カルテット with 小峰公子名義
    - ストリングス・カルテットによるリアレンジに、小峰が新たにヴォーカルを収録したアルバム。

  1. エニシダ
  2. 水の底の映画
  3. 海の声
  4. On this planet
  5. 光の庭で
  6. 明日ヲ見ル丘
  7. Cadenzaの森
  8. ねむれないよるのうた (ZABADAK）
- KOMINE KOKO LIVE IN NAKANO(2008年11月26日 GARGOYLE RECORDS)  - DVD
  - 2008年3月15日、東京都・新中野 LIVE CAFE 弁天 -BENTEN-でのライブの映像化作品。

  1. Wings of an angel
  2. 七月の雪
  3. 約束の歌 (ZABADAK）
  4. 雨の日のPiano
  5. Keep a Light Burning
  6. Cadenzaの森
  7. はじめてうたったうた (ZABADAK）
  8. Throw to me
  9. 傷つけぬよう 離れぬように
  10. Easy going (ZABADAK）

### TV番組(主要なもの)
- 機動戦士Vガンダム挿入歌「ひなげしの旅のむこうに」（作詞：井荻麟 作曲：千住明）
  - 2020年2月2日にSUNRISE Music Labelよりデジタルシングルとしてリリースされている。
- 世界ウルルン滞在記テーマソング「風たちとの出逢い」（作曲：手使海ユトロ）
  - ZABADAK名義でヴォーカルに参加。
- いないいないばあっ! 「あんよあんよマーチ」「おひさまとダンス」他作詞

### CM
- サントリー天然水(2006年)　- ヴォーカル
- アサヒビール焼酎 かのか - 作詞

## 著書
- 菊池誠、おかざき真里（イラスト）と共著『いちから聞きたい放射線のほんとう： いま知っておきたい22の話』筑摩書房、2014年3月、ISBN 978-4480860798